# Domaszowice (gromada)
Domaszowice – dawna gromada, czyli najmniejsza jednostka podziału terytorialnego Polskiej Rzeczypospolitej Ludowej w latach 1954–1972.
Gromady, z gromadzkimi radami narodowymi (GRN) jako organami władzy najniższego stopnia na wsi, funkcjonowały od reformy reorganizującej administrację wiejską przeprowadzonej jesienią 1954 do momentu ich zniesienia z dniem 1 stycznia 1973, tym samym wypierając organizację gminną w latach 1954–1972.
Gromadę Domaszowice z siedzibą GRN w Domaszowicach utworzono – jako jedną z 8759 gromad na obszarze Polski – w powiecie namysłowskim w woj. opolskim, na mocy uchwały nr VII/23/54 WRN w Opolu z dnia 4 października 1954. W skład jednostki weszły obszary dotychczasowych gromad Domaszowice i Dziedzice ze zniesionej gminy Strzelce oraz Wielołęka, Zofijówka i Nowa Wieś ze zniesionej gminy Siemysłów w tymże powiecie. Dla gromady ustalono 11 członków gromadzkiej rady narodowej.
31 grudnia 1959 do gromady Domaszowice włączono obszary zniesionych gromad Włochy i Strzelce oraz wieś Gręboszów z przysiółkami Stary Gręboszów i Kopaliny ze zniesionej gromady Kamienna w tymże powiecie.
31 grudnia 1961 do gromady Domaszowice włączono wieś Siemysłów z przysiółkami ze zniesionej gromady Starościn w tymże powiecie; z gromady Domaszowice wyłączono natomiast wieś Gręboszów, włączając ją do znoszonej gromady Bukowa Śląska tamże.
Gromada przetrwała do końca 1972 roku, czyli do kolejnej reformy gminnej. 1 stycznia 1973 w powiecie namysłowskim utworzono gminę Domaszowice.